# Азаровичи (Могилёвская область)
Аза́ровичи (бел. Азаравічы) — деревня в составе Добровского сельсовета Горецкого района Могилёвской области Белоруссии.
Переименована 22 июня 2012 года, прежнее название — Озаровичи.

## Население
- 1999 год — 81 человек
- 2010 год — 41 человек